# Bertrand Cantat
Bertrand Cantat   (Pau, 5 de març de 1964) és un cantautor, músic i poeta francès.

## Trajectòria
És el cantant del grup Noir Désir, que va tenir un gran èxit des de finals dels anys 1980 fins a principis dels 2000. Durant aquests anys es va destacar per la seva escriptura poètica, les seves interpretacions potents i el seu compromís altermundialista.
El 2003, va matar la seva companya, Marie Trintignant, durant un episodi de violència domèstica a Vílnius, Lituània. Condemnat a vuit anys de presó, va obtenir la llibertat condicional el 2007 i va eixir completament en llibertat el juliol de 2010, sis mesos després del suïcidi de la seva esposa Krisztina Rády.
Des d'aleshores, Bertrand Cantat ha fet aparicions puntuals a l'escena artística. Mentre que el grup Noir Désir es dissol a finals del 2010, s'implica en diversos projectes i col·laboracions artístiques, com ara participacions teatrals i la creació dels grups musicals Détroit (2013) i PAZ (2020). Aquestes activitats, vistes com a intents de «retorn», i la cobertura mediàtica que se'n deriva, han estat àmpliament criticades, sobretot a partir de 2017.
L'any 2025, la minisèrie documental De rockstar à tueur : le cas Cantat (De rockstar a assassí: el cas Cantat), que tracta sobre l'omertà del seu entorn en relació amb les seves accions, té un gran ressò i reflecteix un canvi de percepció del personatge, vinculat als canvis socials arran de l'aparició del moviment Me Too i el reconeixement progressiu del concepte de feminicidi.